# Nagari Batu Banyak
Nagari Batu Banyak is een bestuurslaag in het regentschap Solok van de provincie West-Sumatra, Indonesië. Nagari Batu Banyak telt 1978 inwoners (volkstelling 2010).